# فيليكس فون نيميير
فيليكس فون نيميير (بالألمانية: Felix von Niemeyer) (و. 1820 – 1871 م) هو طبيب، وأستاذ جامعي، وطبيب باطني ألماني، ولد في مغدبورغ، كان عضوًا في الأكاديمية الملكية السويدية للعلوم، توفي في توبينغن، عن عمر يناهز 51 عاماً.

## التعليم
تعلم في جامعة هاله
.